# Сеппо, Арнольд Иванович
Арнольд Иванович Сеппо (эст. Arnold Seppo, 31 декабря 1917, Осьминский район — 19 апреля 1980) — эстонский советский врач-хирург и травматолог. Лауреат Государственной премии Эстонской ССР (1983).

## Биография
Окончил Первый Ленинградский медицинский институт (1941).
Участник Великой Отечественной войны, капитан медицинской службы, командир операционно-перевязочного взвода.
С 1947 по 1949 год работал научным сотрудником Академии наук Эстонской ССР, одновременно был хирургом в Восточно-Таллинской центральной больнице. 1949—1956 годы преподавал в Тартуском университете и заведовал кафедрой общей хирургии. 1957—1977 гг. — заведующий травматологическим отделением Таллинской больницы в Тынисмяэ.
С 1977 г. работал в НИИ остеосинтеза металлов. С 1992 года до закрытия в 1994 году этот институт носил его имя: Центр травматологии и ортопедии им. А. Сеппо.
Автор ряда изобретений в области медицины
Клиника Арнольда Сеппо была расформирована по указанию министра социальных дел Марью Лауристин 12 августа 1994 года.
Вошёл в составленный в 1999 году по результатам письменного и онлайн-голосования список 100 великих деятелей Эстонии XX века.

## Память
Мемориальная доска в Таллине, улица Тынисмяги, д. 5а.